# Vallentuna (gemeente)

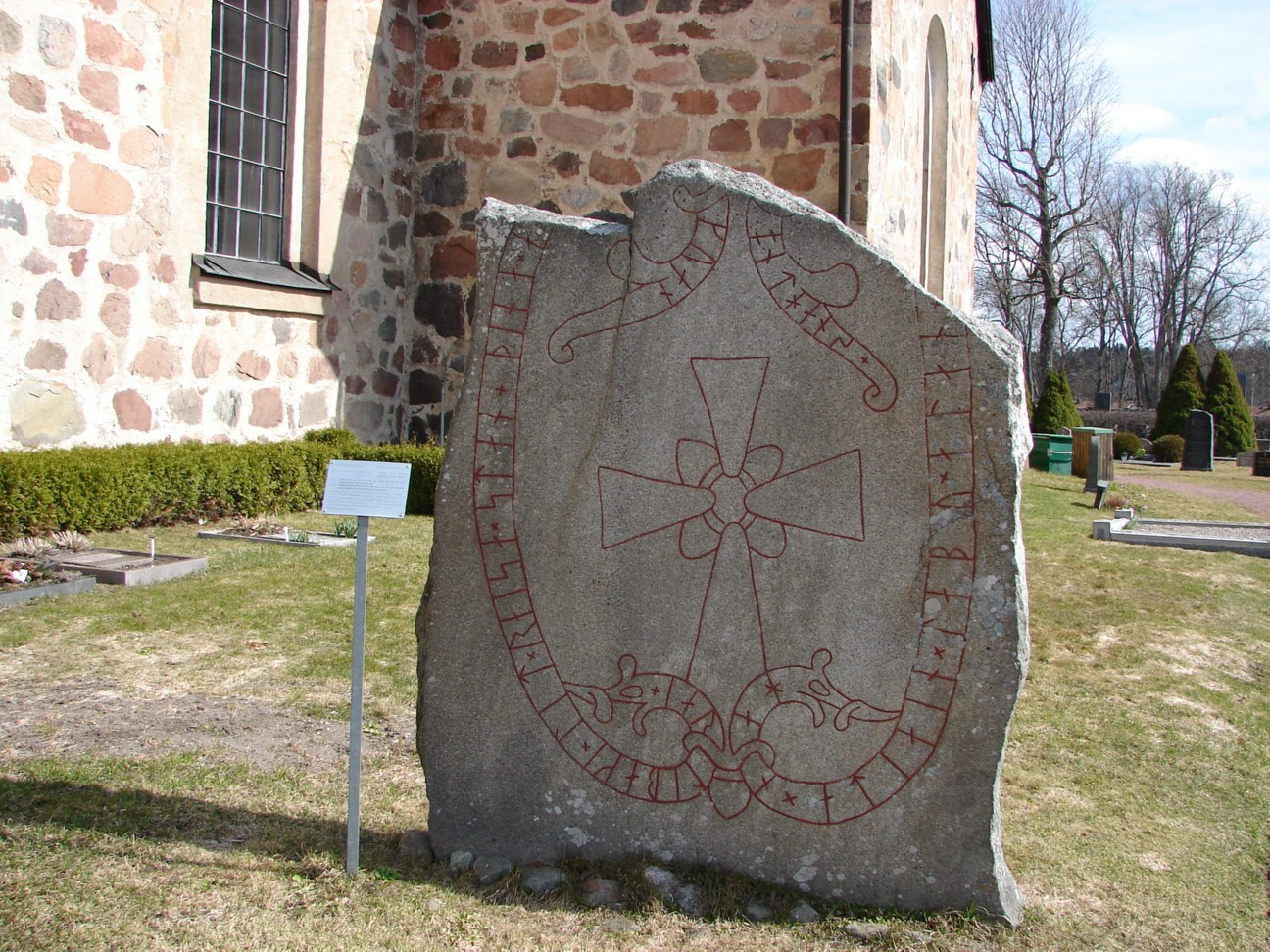
Runesteen U212, gevonden naast de kerk van Vallentuna

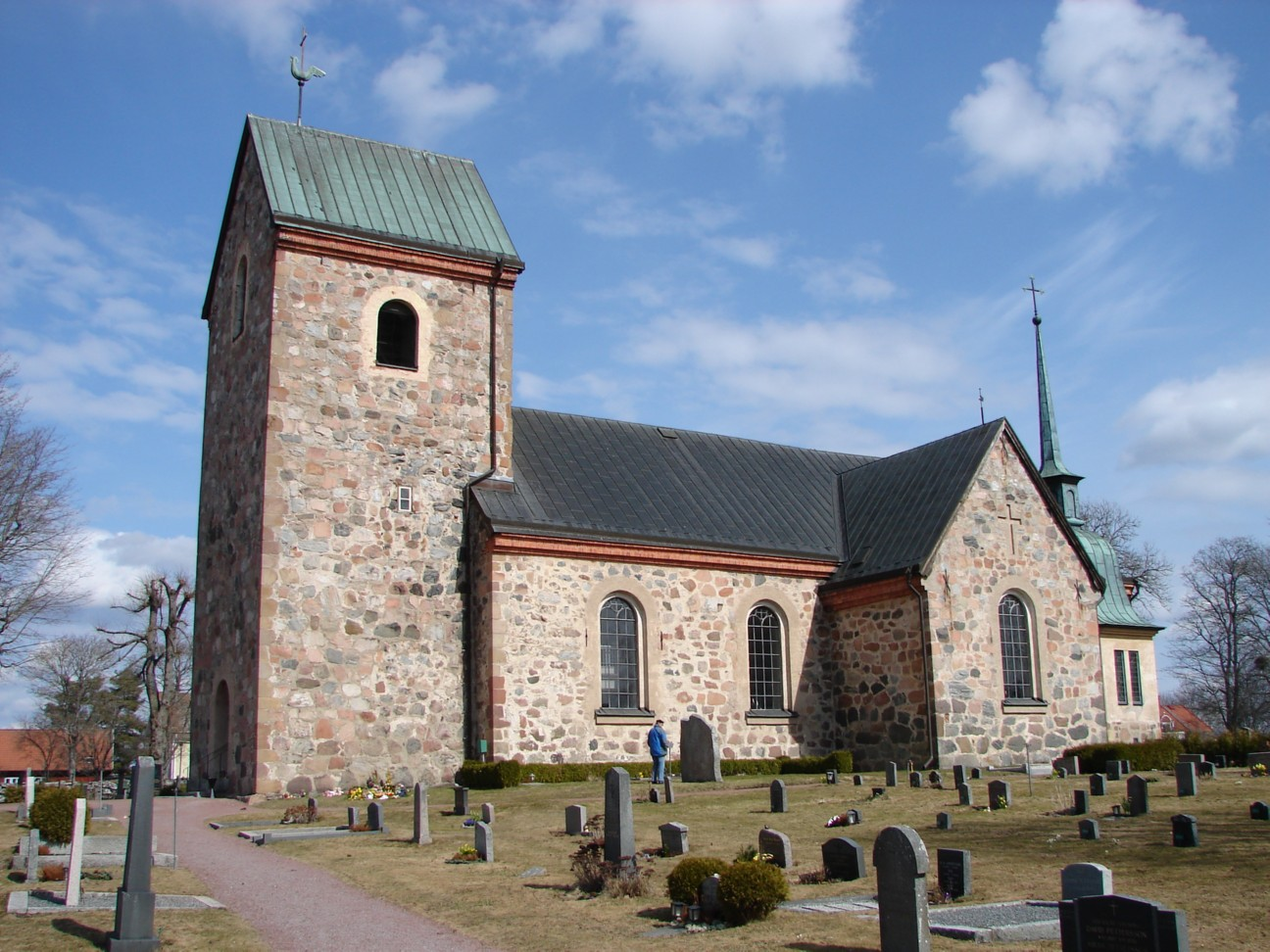
De kerk van Vallentuna

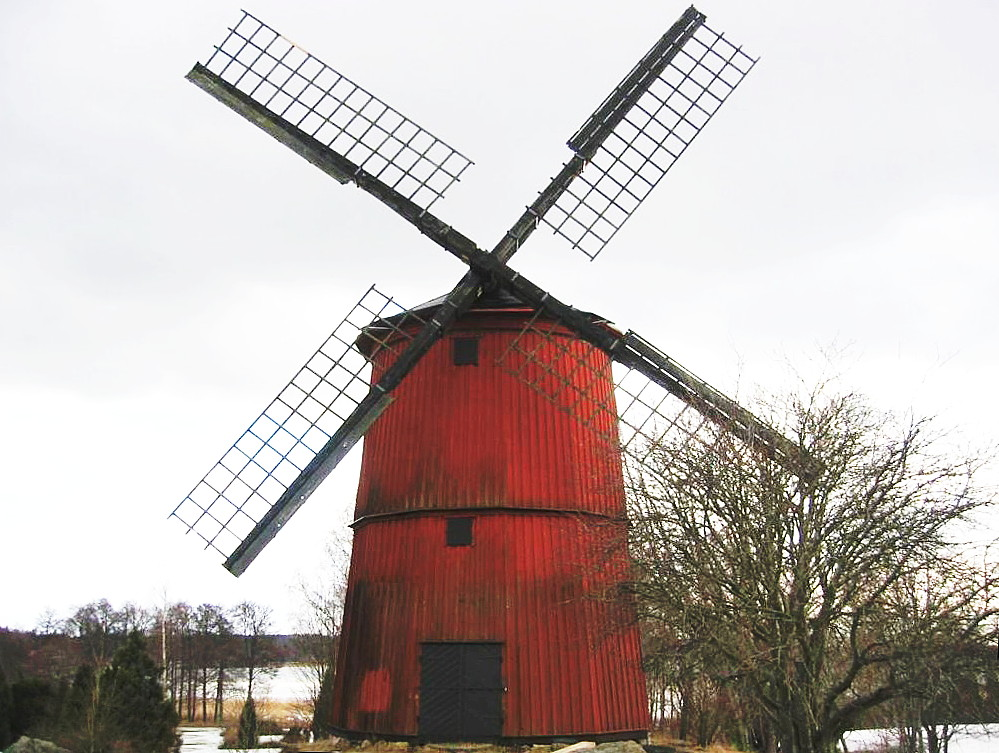
Oude windmolen van Vallentuna, genaamd "Väsby Kvarn", noordwest van de kerk gelegen

Vallentuna is een gemeente in het Zweedse landschap Uppland. De gemeente behoort tot de provincie Stockholms län. Ze heeft een totale oppervlakte van 371,2 km² en telde 26.889 inwoners in 2004. Het dorp Vallentuna is veruit de grootste plaats in de gemeente.

## Kernen
- Vallentuna (plaats)
±18.000 inwoners wonen in de gemeente Vallentuna;
±7000 inwoners van de plaats wonen in de gemeente Täby.
- Karby
- Lindholmen
- Kårsta
- Ekskogen
- Johannesudd
- Brottby
- Norrdal en Lövholma
- Mälsta-Lingsberg
- Säby-Uthamra
- Gröndal (Vallentuna)
- Frösunda
- Lingsberg
- Lövsättra
- Angarn
- Hacksta
- Bromma en Lövlund

## Geschiedenis
Het gebied moet al rond 1800 v.Chr. bewoond zijn geweest, zo getuigen vele archeologische vondsten. In die bronstijd werd bij het huidige dorp Angarn de Örsta-inscriptie gemaakt, een forse rotstekening met twee paarden en twee schepen. Waarschijnlijk had de steen een religieuze betekenis. Het land lag in de bronstijd lager dan nu, waardoor de toenmalige waterwegen nu zijn drooggevallen.
In de tijd van de Vikingen voerden diverse handelsroutes door de huidige gemeente, over water en over land. Het belang van het gebied in de Middeleeuwen blijkt onder meer uit de vele runetekeningen die er gevonden zijn. Met ca. 110 runetekeningen heeft de gemeente de hoogste runetekeningdichtheid van alle Zweedse gemeenten.
In de loop van de twaalfde en dertiende eeuw werd het land gekerstend. In het gebied van de huidige gemeente Vallentuna werden negen parochies gevormd, elk met een eigen kerk. De stenen kerk van Vallentuna werd in de jaren 1190 opgericht, en in latere eeuwen uitgebreid tot het huidige gebouw. De kerk staat aan de noordoever van het Vallentunameer.
Belangrijkste bestaansmiddelen waren eeuwenlang landbouw en veeteelt. Daarnaast was er enige bosbouw. De eerste industrie in het gebied was tegel- en baksteenindustrie, die gebruik maakte van de klei in de drooggevallen meren en rivieren.
Aan het eind van de negentiende eeuw (1885) werd een spoorlijn aangelegd tussen Stockholm en Rimbo (ten noordoosten van het dorp Kårsta), met een station in Vallentuna. Het station werd de kern waar het dorp zich verder rond ontwikkelde. De spoorlijn vervoerde zowel personen als goederen naar de snel groeiende hoofdstad en vormde daarmee een belangrijke stimulans voor de economie van Vallentuna. Langs de spoorbaan ontstond allerlei nieuwe bebouwing, waardoor de dorpen Vallentuna en het ten zuiden daarvan gelegen Täby vrijwel aaneengroeiden. Tegenwoordig wordt de lijn enkel voor personenvervoer gebruikt en maakt ze deel uit van de Roslagsbanan, een stelsel van smalspoorlijnen in forensengemeenten ten noordoosten van Stockholm.
In de periode na de Tweede Wereldoorlog ontwikkelde de gemeente zich vooral door de komst van forensen.
- 1952: 5869 inwoners
- 1971: 13.433 inwoners
- 1981: 17.603 inwoners
- 1991: 22.186 inwoners
- 2006: 27.397 inwoners

### Vorming huidige gemeente
In de negentiende eeuw werd de scheiding van Kerk en staat doorgevoerd op gemeentelijk niveau. Naast de kerkelijke parochies (socknar) werden burgerlijke parochies gevormd, veelal met dezelfde grenzen. Zo ook in Vallentuna. De huidige gemeente ontstond in 1971 door de samenvoeging van de gemeenten Vallentuna en Össeby, die in 1952 waren gevormd door de samenvoeging van de parochies tot gemeenten (Vallentuna, Markim, Orkesta en Frösunda, respectievelijk Angarn, Kårsta, Vada en Össeby-Garn).